# Grand louvetier de France
Dans la Maison du roi de France, les Grands louvetiers étaient responsables de l'organisation de la chasse aux loups et aux sangliers. Le Grand louvetier prêtait serment de fidélité entre les mains du roi, et les autres officiers de louveterie le prêtaient entre les siennes.

## Histoire
Contrairement à ce que certains croient, ce n'est pas François Ier qui créa la charge de Grand louvetier puisqu'il y en avait déjà un en 1308 et qu'en 1467, Pierre Hannequeau y est employé pour ses gages en qualité de Grand louvetier de France, titre qui fut conservé par ses successeurs.
Le nombre de loups dans les forêts française était immense, et depuis longtemps le massacre en était en quelque sorte réglementé. Ainsi les Capitulaires, lois carolingienne, renferment de nombreuses dispositions relatives à la destruction des loups, proposant même des prix à ceux qui les prendraient vivants. Charlemagne voulait que chaque comte établît dans son gouvernement deux louvetiers, et lui envoyât tous les ans les peaux des animaux qu'ils auraient tués ou fait tuer.
Une charge de maître louvetier fut en conséquence fondée près de la couronne pour imprimer aux chasses une impulsion forte en même temps que rassurante pour les populations. Nous n'avons pu retrouver la date de cette institution ; mais de même que le maître fauconnier était devenu grand fauconnier en 1250 ; le maître veneur, grand veneur en 1413 ; le maître louvetier fut créé avec la charge de grand louvetier en 1467, dans la personne de Pierre Hannequau (c'est l'époque où les charges deviennent plus stables).
En 1471, paraît la déclaration de Louis XI de France, portant que " il ne sera donné aucun office s'il n'est vacant par " mort, résignation ou forfaiture. "). En cette qualité, le grand louvetier fut mis en possession des mêmes prérogatives que ses collègues de la fauconnerie et de la vénerie. Il eut de plus le droit de nomination dans les provinces " de lieutenants de louveterie chargés de prendre les mesures propres à empescher les dégâts et ravages faits par les loups, louves, renards et toutes autres bestes nuisibles. " Si le grand louvetier prêtait serment entre les mains du roi, il recevait celui de ses lieutenants qui étaient, comme lui, commensaux de la maison du roi. En marque de sa dignité, il accostait ses propres armes de deux têtes de loup de front.
En 1635, le grand louvetier, qui était M. de Roquemont, recevait par an 300 livres de gages ; plus 1 800 livres pour l'entretien de ses piqueurs, de sa meute ; enfin 150 livres pour son page.
Et bien lourde était la mission de ces louvetiers : ils exécutaient à la lettre les édits royaux et ordonnances qui dès le XIVe siècle réglementèrent plus particulièrement la chasse. Ceux du 28 mars 1375, du 25 mai 1413, de janvier 1583, de mai 1597, de juin 1601, déposent des graves préoccupations qu'entretenait dans les campagnes la présence de nombreuses bandes de loups, surtout après les grandes guerres qui, à tant de reprises, ensanglantèrent le sol de la France et dépeuplèrent quelques-unes de ses plus belles provinces.

Le dernier acte du pouvoir concernant la louveterie est du 15 janvier 1785. L'emprunt que nous allons lui faire montre toute l'importance qu'avait alors la fonction : 

« Maintient Sa Majesté son grand louvetier dans le droit et faculté de chasser et de faire chasser aux loups, louves, blaireaux et autres bêtes nuisibles, par lui, ses lieutenants, sergents et autres qu'il pourra commettre, à cor et à cri, force de chiens et avec toutes sortes d'armes, bâtons et piéges, filets et engins, tant dedans que dehors les bois, buissons, forêts ou quelque lieu que ce soit du royaume, soit dans les terres ou domaines appartenant à Sa Majesté, soit dans celles appartenant aux ecclésiastiques, seigneurs et autres. »

C'est une guerre à outrance qui est ordonnée; encore quelques années, et l'institution, avec tant d'autres, sera emportée par la tourmente révolutionnaire. En remontant sur le trône de leurs pères, les Bourbons ne rétablirent pas la charge de grand louvetier[réf. à confirmer], dont l'utilité, en effet, ne s'imposait plus ; mais ils conservèrent la louveterie dont les lieutenants provinciaux furent placés dans les attributions du grand veneur et ensuite de l'administration des forêts.
Le Grand louvetier avait différents lieutenants dans les provinces, pour tenir sa place dans les chasses et battues nécessaires pour la destruction des loups, qui souvent y faisaient des ravages considérables. Comme le Grand louvetier, par l'exercice de sa charge, était obligé d'être toujours à la suite de la cour, avec l'équipage du loup, pour veiller à la conservation du gibier du roi, il se choisissait des lieutenants pour le représenter dans les provinces, et il leur délivrait des commissions à cet effet pour pratiquer la chasse à courre « à force ouverte », c'est-à-dire en poursuivant le loup jusqu'à épuisement.
En matière héraldique, le Grand louvetier avait, comme les autres grands officiers de la maison du roi de France, des ornements extérieurs propres à sa charge : il portait aux côtés extérieurs de son écu deux têtes de loup de front.

## Liste armoriée des Grands louvetiers de France
Sources
- A. Fourtier, Les Grands louvetiers de France, 1868 (lire en ligne) ;
- Revue héraldique, historique et nobiliaire, vol. 6, 1868 (lire en ligne) ;

| Date                       | Nom & Titres | Armoiries | Blasonnement |
| -------------------------- | --- | --------- | --- |
| 1467                       | Pierre Hannequau ou Hannequeau |           | Armoiries inconnues. |
| 1471                       | Pierre-Jacques de Rosbarch |           | Armoiries inconnues. |
| 1479                       | Antoine ( † avant 1493), seigneur de Crèvecœur, de Thiennes, de Calonne[Lequel ?] et de Thois, gouverneur d'Arras |           | De gueules à trois chevrons d'or. |
| 1479                       | François de La Boissière, écuyer, maître des eaux et forêts du bailliage de Montargis |           | D'or à trois arbrisseaux de gueules. |
|                            | Jean de La Boissière ( † 1533), seigneur de Montigny-sur-Loing, fils du précédent |           | D'or à trois arbrisseaux de gueules. |
| 1540                       | Jacques de Mornay ( † 1533), seigneur d'Ambleville, d'Omerville et de Villarceaux |           | Burelé d'argent et de gueules au lion morné de sable, couronné d'or, brochant sur le tout. Armes parlantes (Mornay ⇒ morné). |
|                            | Antoine de Hallwin (°1500 † 1553), seigneur de Piennes, chevalier de l'ordre du roi |           | D'argent à trois lions de sable armés, lampassés et couronnés d'or. |
| 1554                       | Jean de La Boissière ( † 1575), seigneur de Montigny-sur-Loing, maître d'hôtel ordinaire du roi, quatrième fils de Jean ci-dessus |           | D'or à trois arbrisseaux de gueules. |
| 1575                       | François de Villiers ( † 1581), chevalier, seigneur de Chailly, de Livry et de Montigny-sur-Loing, maître d'hôtel du roi, neveu du précédent                                                                                         |           | D'or, au chef d'azur chargé d'un dextrochère d'argent mouvant du flanc senestre, revêtu d'un manipule d'hermine, pendant sur l'or. Devise : Va oultre, et : La main à l'œuvre. |
| 1582                       | Jacques Le Roy seigneur de La Grange-Le-Roi et de Grisy-en-Brie (Grisy-Suisnes) |           | D'azur à trois oiseaux d'argent et un croissant de même en cœur. |
| 1601                       | Claude de L'Isle ( † 1581), seigneur d'Andrésy, de Puiseux, de Boisemont et de Courdimanche |           | De gueules à la fasce d'argent, accompagnée de sept merlettes du même, quatre en chef et trois en pointe. |
| 1606                       | Charles de Joyeuse ( † 1581), seigneur d'Espaux |           | Écartelé, aux 1 et 2 pallé d'or et d'azur, au chef de gueules, chargé de trois hydres d'or; aux 3 et 4 d'azur, au lion d'argent, à la bordure de gueules chargée de huit fleurs de lys d'or. |
| 1612                       | Robert de Harlay, fils de Robert de Harlay ( † tué en duel en 1615), baron de Montglat (Cerneux, Ile-de-France) |           | D'argent à deux pals de sable. |
| 1615                       | François de Silly ( † 1628), 1er duc de La Roche-Guyon et pair de France, damoiseau de Commercy, marquis de Guercheville |           | Ecartelé : les I et IV contre-écartelés de Silly, au 1 et au 4 du contre-écartelé d'hermine à la fasce vivrée de gueules, au 2 et 3 bandé d'or et d'azur de six pièces, à la bordure de gueules (La Roche-Guyon) ; sur le tout de Sarrebruck ; les II et III aussi contre-écartelés de Montmorency-Laval et d'Évreux ; sur le tout du tout d'argent à la fasce componnée en bande de gueules et d'or (de Pons). |
| 1628                       | Claude de Rouvroy (°1607 † 1693), 1er duc de Saint-Simon et pair de France |           | Écartelé, aux 1 et 4, parti de Vermandois et de Rouvroy ; aux 2 et 3 d'or de Havesquerke-Rasse ; sur le tout losangé d'argent et de gueules, à un chef d'argent (La Vacquerie). |
| 1629                       | Philippe Anthonis ( † 1652), seigneur de Roquemont, cornette de chevau-légers de la garde ; nommé grand louvetier sur la démission de seigneur de Saint-Simon en 1628, il lui remit la charge lorsque celui-ci fut fait duc, en 1636 |           | D'or au chevron de gueules accompagné en pointe d'un sanglier. |
| 1636                       | Claude de Rouvroy (°1607 † 1693), 1er duc de Saint-Simon et pair de France |           | Écartelé, aux 1 et 4, parti de Vermandois et de Rouvroy ; aux 2 et 3 d'or de Havesquerke-Rasse ; sur le tout losangé d'argent et de gueules, à un chef d'argent (La Vacquerie). |
| 1643                       | Henri II de Bourbon (°1588 † 1646), prince de Condé, premier Prince du sang de France, Premier Pair de France, Grand maître de France, Grand veneur de France et Grand louvetier de France                                           |           | de Bourbon. |
| 1646                       | Charles de Bailleul ( † 1655), seigneur du Perray et du Plessis-Briart, gentilhomme de la chambre du roi, son maître d'hôtel. Il se démit pour son fils.                                                                             |           | Parti d'hermine et de gueules. |
| 1651                       | Nicolas de Bailleul ( † 1683), seigneur de Perray, du Plessis-Briart et de Courcouronne |           | Parti d'hermine et de gueules. |
| 1655                       | François-Gaspard de Montmorin (°1621 † 1701), marquis de Saint-Herem, seigneur de Volore, de Châteauneuf, de Saint-Germain, etc. |           | De gueules, semé de molettes d'argent, au lion de même. |
| 1684                       | Michel Sublet ( † 1720), chevalier, marquis d'Heudicourt, de Saint-Paire, d'Hébécourt, du Mesnil, etc. |           | D'azur au pal bretessé d'or, maçonné de sable, chargé d'une vergette de même. |
| 1718                       | Pons-Auguste Sublet (°1676 † 1742), marquis d'Heudicourt, mestre de camp du régiment de Vivarais, fils du précédent |           | D'azur au pal bretessé d'or, maçonné de sable, chargé d'une vergette de même. |
| 1737                       | Antonin-Armand de Belzunce (°1716 † 1741), comte de Castelmoron |           | D'argent à une hydre de sinople dont une des têtes est coupée et tient encore un peu par le col, avec quelques gouttes de sang qui coulent de la blessure. |
| 1741                       | Agésilas-Gaston de Grossoles ( † 1761), marquis de Flamarens |           | D'or au lion de gueules naissant d'une rivière d'argent, au chef d'azur chargé de trois étoiles d'or. |
| 1753                       | Emmanuel-François de Grossoles (°1734 † 1780), comte de Flamarens |           | D'or au lion de gueules naissant d'une rivière d'argent, au chef d'azur chargé de trois étoiles d'or. |
| 1780                       | Joseph-Louis-Bernard de Cléron (°1737 † 1806), comte d'Haussonville |           | De gueules à la croix d'argent, cantonnée de quatre croisettes tréflées de même; sur le tout de Saffrès qui est de gueules à cinq saffres ou aiglettes de mer d'argent. Devise : Sonne haut Clairon. |
| 1825-1828[réf. nécessaire] | Jacques-Alexandre Law[réf. nécessaire] (°1768 † 1828), marquis de Lauriston maréchal de France, Grand veneur (1823-1828) |           | D'hermine, à la bande de gueules, acc. de deux coqs d'azur. |